# 明治神宮外苑

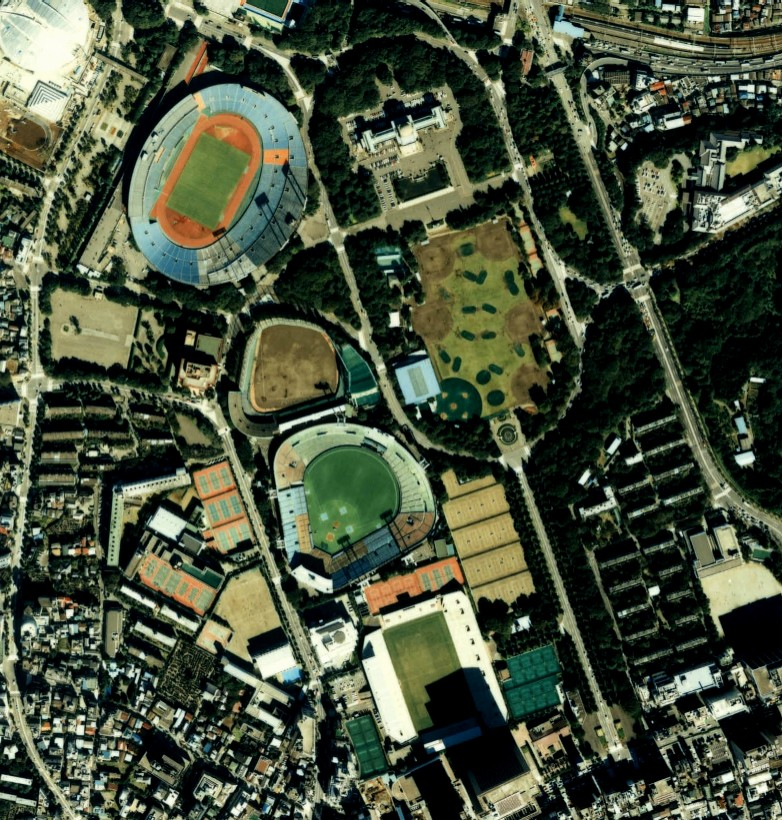
明治神宮外苑近辺の航空写真。1989年。

明治神宮外苑（めいじじんぐうがいえん）は、1926年に完成した東京都新宿区霞ヶ丘町と港区北青山にまたがる、スポーツ・文化施設や緑地、公園などからなる一帯。明治神宮が外苑のうち66.2％を保有・管理している。通常は神宮外苑と呼ばれることが多く、さらに「外苑」と略されることもある（外苑前駅など）。
戦後の1945年9月18日からGHQに接収されたものの、1952年3月31日に返還された。聖徳記念絵画館や明治神宮野球場・明治神宮外苑軟式グラウンド・秩父宮ラグビー場のほか、イチョウ並木など多くの樹木がある。行政の都市計画において外苑地区一帯は1950年に東京特別都市計画公園「明治公園」として、1957年には東京都市計画公園「明治公園」として定められた。2030年代にかけて再開発が計画されている（後述）。

## 概要
明治天皇・昭憲皇太后の遺徳を永く後世に伝えるべく国家事業として行われ、民間有志も参加して造成され、明治神宮の外苑として1926年に奉献された。内苑が日本風であるのに対して、外苑は西洋風であるのが特徴。内苑と外苑は三列の銀杏並木や乗馬道を含む内外苑連絡道路によって結ばれていたが、乗馬道や銀杏並木の一部分のあった敷地を利用して首都高速4号線が建設されている。青山練兵場跡地を利用した広大な敷地の中に聖徳記念絵画館や明治神宮野球場（神宮球場）などが設けられている。全体計画は当時の官庁技師折下吉延氏により当時の都市美運動（City Beautiful) のデザイン思想を踏まえて設計された。多くの樹木は全国からの献木や献金により、かつ国民の勤労奉仕によって植えられたものである。なお国立霞ヶ丘競技場は、第二次世界大戦前は外苑競技場として外苑の施設であったが、1956年に文部省に移管され、現在は神宮外苑に含まれない。
警視庁機動隊観閲式や神宮外苑花火大会といった行事の会場に使われるほか、ビアガーデンも開催される。

## 歴史

### 青山練兵場から神宮外苑へ

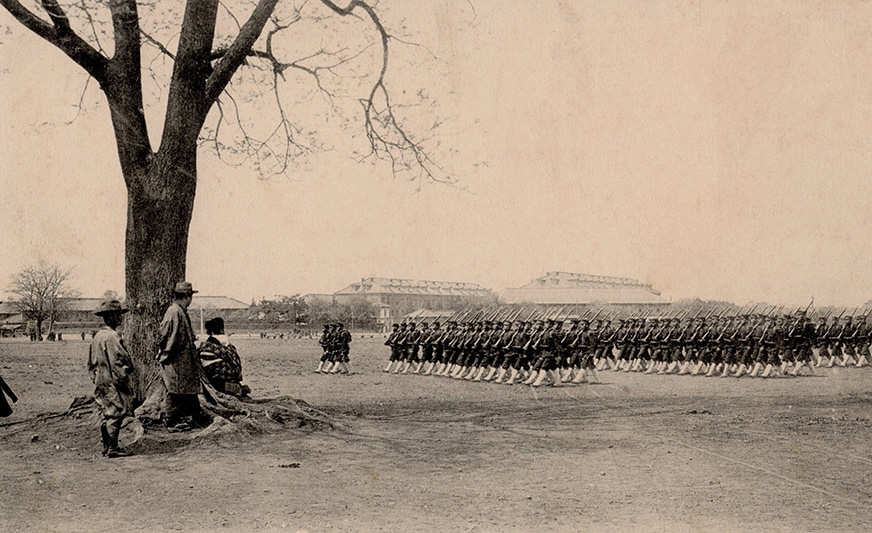
青山練兵場（明治後期）

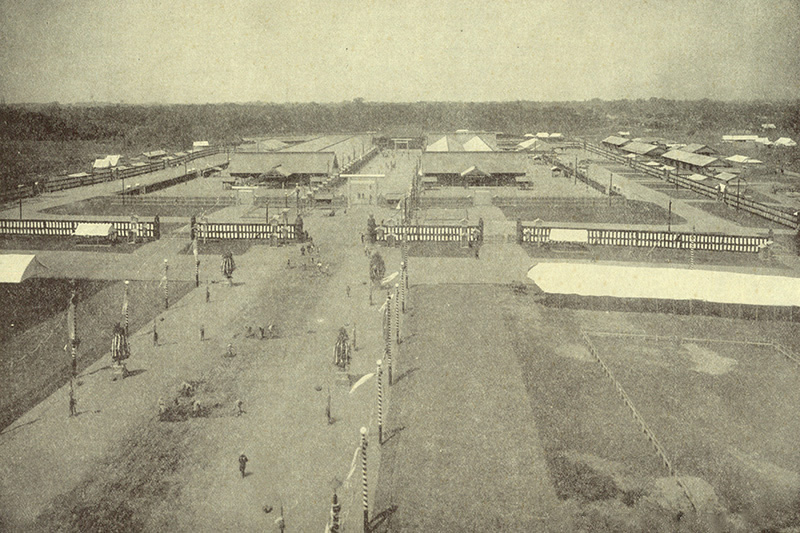
明治天皇の大喪の礼（1912年）

1912年（明治45年）の明治天皇の死後、その陵墓が内定通り伏見桃山に造営される（伏見桃山陵）こととなったため、東京府内にも明治天皇を記念する施設を建設する意見が相次いで出されたことを受け、国家事業として国有地の青山練兵場跡地を明治神宮の「外苑」という形で公園として整備、各種施設を置く形をとった。青山練兵場は、明治天皇の大喪儀に際して葬場殿の儀が行われ、棺が安置された場所であった。
着工された1918年（大正7年）に策定された当初の開発計画では聖徳記念絵画館、葬場殿址記念物、(大日本帝国)憲法記念館、陸上競技場の4施設のみが計画されていた。その後の日本国内のスポーツ熱の高まりを背景に1924年に計画が変更され、野球場、水泳場、相撲場も設けられることになった。明治神宮造営局主任技師の折下吉延により銀杏並木が設計された。
造営計画では、神社が置かれる内苑は国費で賄われるが、外苑については奉賛会が全国からの寄付金を取りまとめる形で資金を捻出した。これは、神宮創建のきっかけが「明治天皇を記念する施設」を求める国民の声であったことから、明治神宮は「国民の神社」であり、記念施設は国民の寄付によって賄われるべきである、という考えによるものである。寄付額（495万円）は予算をもとに全道府県、外地、在外邦人などにそれぞれ割り当てられたが、東京の200万円を筆頭に、全ての自治体が目標額を達成した。
さらに、1919年（大正8年）に作業にあたる工夫の賃金が上昇して予算が逼迫すると、全国各地の青年団が勤労奉仕として造営に加わった。この時点で内苑はほぼ完成していたため主な奉仕の場所は外苑であった。これがのちに、日本青年館の設立につながってゆく。造営作業は、関東大震災による中断を経つつ1926年（大正15年）に完了、神宮への奉献式が行われた。

### GHQによる接収後
第二次世界大戦後、神宮外苑は1945年9月18日から連合国の進駐軍（連合国軍最高司令官総司令部 (GHQ) ）に接収された。1952年3月31日に返還された。明治神宮球場は「ステートサイド・パーク 」と改名され、進駐軍専用の野球場として使用されていた。「明治神宮外苑競技場」も接収され「ナイルキニック・スタジアム」（ナイル・キニックは米国軍人名）と改名されていた。
日本側へ返還される前年の1951年に東京都は内苑・外苑付近を都市計画法における風致地区に指定し、その理由について、大澤昭彦准教授は緑地を保全するため先手を打ったからと述べている。銀杏並木の道路用地は東京都に移管され、競技場はアジアオリンピック開催に備えて国立競技場として文部科学省に移管・改築された。これを除けば、明治神宮外苑の全体は明治神宮が管理しており、広く国民に開放され、都心における大規模で貴重な緑とオープン・スペースになっている。特に、外苑中央広場南側の四列のイチョウ並木は東京を代表する並木道として知られている。
戦前、寄付により明治神宮に奉献されたにもかかわらず、明治神宮外苑は他の多くの神社の境内地と同様に国有地であった（国家神道）。戦後の政教分離に伴い外苑は名実ともに明治神宮の所有となった（第二次国有境内地処分法による払い下げ）。

### 再開発計画

#### 背景
外苑にある神宮球場、軟式野球場、テニス場など施設群の多くも全て宗教法人明治神宮の管轄である。明治神宮の賽銭や玉串料などの「神社としての収益」は全体の約12％だけである。その他は結婚式場利用など売上は毎年15億円程度、外苑にある各スポーツ施設利用の売上は毎年60億円程度など「神社事業以外の収益」から得ている。明治神宮は、これらの売上から費用を除いた純利益によって、内苑や外苑の森林管理維持費を捻出している。そして、一年の純利益ではなく売上が85億円程度の宗教法人明治神宮には、再開発に必要な費用である総工費3000億円以上もの資金は負担出来ないような財政状況であるが、宗教法人には公金投入は禁止されていることが再開発計画の背景にある。
そこで土地所有者である明治神宮は、隣接する伊藤忠商事の東京本社ビル建て替えと三井不動産 の再開発事業と絡めることで資金を捻出する現行案を思いつき、民間企業の資金で再開発をすることにした。明治神宮は、三井不動産や伊藤忠商事、日本スポーツ振興センターが、老朽化したスポーツ施設のドーム型スタジアムへの建て替え、オフィスビルやホテルとして利用する高層ビル3棟の建設、災害に備えた拠点を兼ねる公園整備などを計画している。総事業費は約3490億円。これは、外苑が国・自治体保有の公園などと違って宗教法人としての明治神宮により管理・運営されており、その費用が神宮の財政において重い負担になっているという背景がある。上述のように、明治神宮の神宮内苑・外苑の森林管理費用は毎年10億5000万円前後と試算されているが、明治神宮の純利益からの管理支出が負担費用になっている。

#### 事業
事業者側の計画では2024年に着工予定、2036年の完成を目指す。28.4㏊の敷地に建物6棟、延べ56万5000㎡の施設を整備し、既存の神宮球場・第2球場の敷地に新・秩父宮ラグビー場を2度にわたって整備するとともに、神宮球場の移設新築工事（第2球場の撤去・解体後、ラグビー場の第1期工事として、現・神宮球場と位置が重なる南側スタンド部分を除く箇所の設置工事を実施、その後現・ラグビー場跡地に新・神宮球場を建設したのち、現・神宮球場の撤去・解体とラグビー場の第2期工事・南側スタンドの設置工事を行う）も実施するほか、オフィスビルなどの複合ビル棟A、宿泊施設やスポーツ関連施設等の入居する複合ビル棟B、公園支援施設や商業施設などの文化交流施設棟、事務所棟などを設置する予定である。当初は規制によって高層ビルの建設ができなかったこの地区は行政の都市計画変更により規制緩和が複数回なされ、2013年12月に新設された東京都の内規「公園まちづくり制度」を適用して外苑一部地区の都市計画公園指定を解除したことも高層ビル建設への道筋を付けた。

#### 懸念

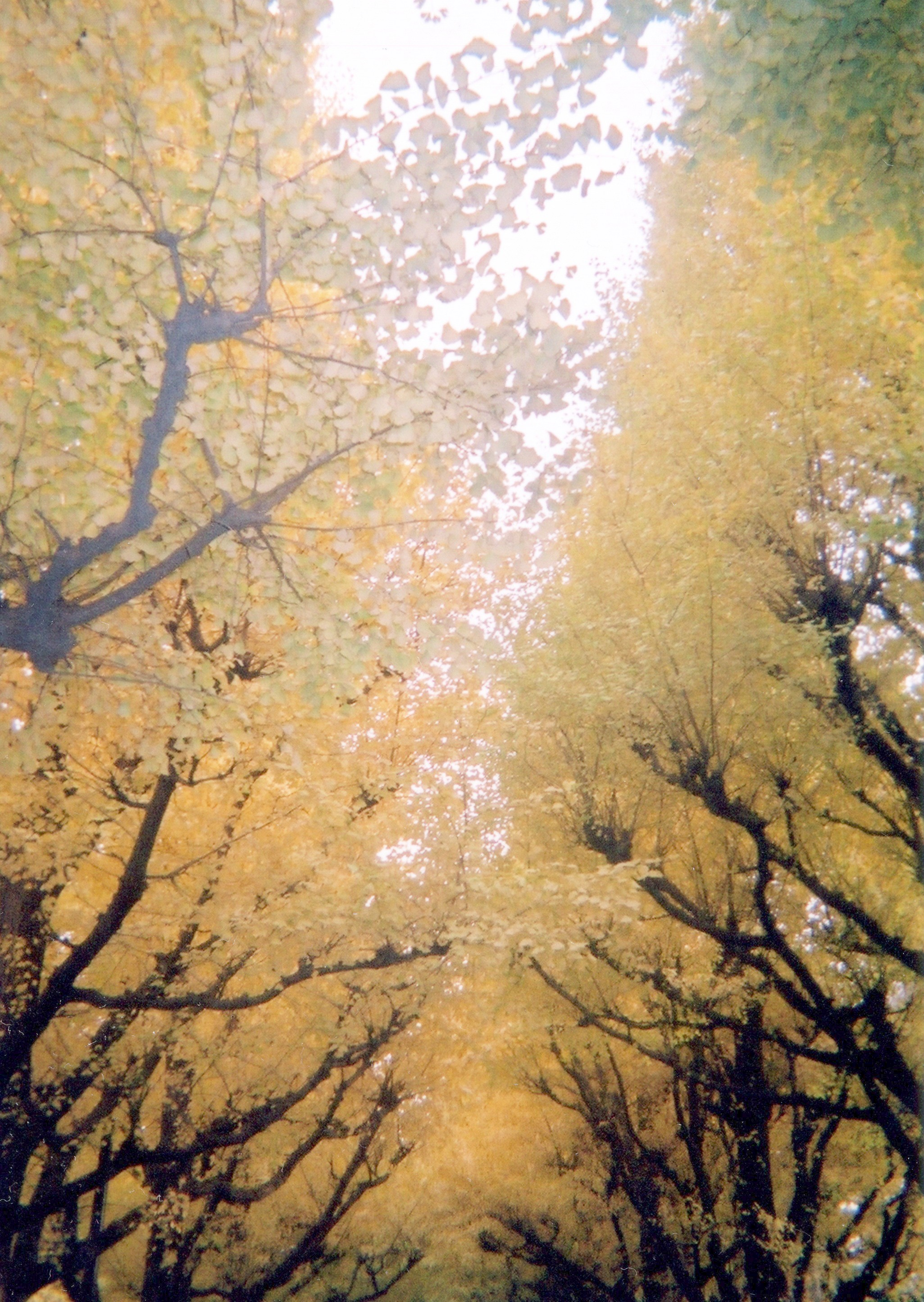
再開発で保全が予定されている外苑の名所「イチョウ並木」。超党派の国会議員連盟や都議会議員連盟は保全の在り方を懸念している。

「外苑自体の再開発」は、そもそもが財政的に森林管理が困難なのに宗教団体であるため公金が入れられない明治神宮が、「内苑の森」はそのまま残すために、三井不動産と伊藤忠商事を巻き込むことで、彼らから事業費を捻出するスキームを組んだモノであるとされる。とはいえ「三井不動産ら事業者の再開発が外苑の樹木の大量伐採につながるのではないか」といった疑問・批判が起きたため、工事施行の認可権限を有する東京都知事小池百合子は2022年5月27日の記者会見で、都民参加などを求めた要請文を事業者側に送ったことを明らかにした。
「樹木は極力伐採せず保存や移植する」などと説明されたものの、国立競技場の建て替えに伴う移植樹木の多くで、葉の変色などの生育不良が生じていることが分かり、さらに、これまでの要請にも拘わらず具体的な樹木の保全策が示されていないとして、それまで対策に消極的だった東京都も事業者に回答期限を設ける措置にでた。

#### 反対論
2022年6月2日、再開発で約1000本 の樹木を伐採する計画について、これに反対する8万1422人分の署名が東京都に提出された。
神宮球場や秩父宮ラグビー場の歴史的価値の観点等から、アメリカ人スポーツライターのロバート・ホワイティングやマーティー・キーナート、元ラグビー日本代表選手の平尾剛（現・神戸親和女子大教授）らが再開発に反対する署名を立ち上げている。2023年3月に死去した坂本龍一ら音楽界でも、樹木伐採の見直しを求める観点から反対運動が起きている。ただし、坂本は「単に無理やりなんでも反対だという事ではなく、色々な事情があるのはわかっているが、それでも一つずつ解決して何か別の方法が考えられるのではないか？という話がしたいのです」とも語っている。小説家の村上春樹も神宮球場が小説家としての出発点であることや神宮外苑ランニングコースをジョギングしていた過去をもち、「緑あふれる気持ちの良いジョギングコースを、すてきな神宮球場を、どうかこのまま残してください。一度壊した物ってね、もう元には戻りませんから」と発言し、再開発に個人的反対を表明している。
国際記念物遺跡会議（イコモス）の日本国内委員会ICOMOS Japan（日本イコモス）は、再開発計画について、提言、意見書、要請その他を東京都にむけて提出している。同会議は、明治神宮が森林維持管理に多額の費用を要していることや「老朽化し耐震補強の必要な神宮球場を再建することは必須の課題」であると、再開発の必要性自体は認識はしている。

#### 中立論
明治神宮外苑周辺はサザンオールスターズの桑田佳祐にとって散歩/ジョギングコースであり、2023年9月18日にサザンとして当該開発計画をテーマにした「Relay〜杜の詩」を配信リリースした。桑田本人はこの計画に頭ごなしに反対していた訳ではなく、土地所有者及び街を良くしようとする人々の思いや、それぞれの様々な事情・立場、メリット・デメリットなどを多角的に調べた上で作詞をしており、この歌は大事な土地をそのままにすることは主唱せず、意見のキャッチボールを目的とする内容となっている。桑田はリリース直後のインタビューの中で「（計画に）賛成とか反対とかじゃなくて、みんなで意見のキャッチボールが出来るようなキッカケの曲になればというのが僕の思いだった。少しでもコミュニケーションが出来て、議論が深まってくれればいいなと」といった見解を示している。
太田光（爆笑問題）は『一冊の本』（朝日新聞出版）での連載『芸人人語』の中で再開発事業について言及し、神宮外苑の緑を守ることへの理解を示し、事業者や反対派を始めとしたそれぞれの人達の様々な事情・立場を記した上で、マスコミの報道や反対派の蓮舫や村上春樹の言動への違和感を語り、「事業者、反対運動をする人々、政治家、文化人など、それに関して発言する人々のこうした少しのズレが重なり続け、再開発の本質が国民、都民になかなか理解出来ない複雑なモノになってしまっていると思っている。もちろんマスコミの報道の仕方もそうだ」「小池知事も蓮舫氏も、再開発反対の人々も、明治神宮をはじめとした事業者達も、都民も国民も、私も、きっと誰もが、神宮外苑の緑を守りたいと思っている」といった見解を示している。

#### 賛成論
実際の再開発で緑地面積が5％増加する点が指摘されている。
日本イコモス理事の石川幹子が署名したヘリテージアラート文中で、神宮外苑は「17世紀から続く東京の庭園都市パークシステムの中核」とされているが、1923年の完成までは一面に野原の広がる青山練兵場であったため、現在の神宮の杜も人工林に過ぎないというのが開発事業者側の見解である。
日本唯一の森林ジャーナリスト田中淳夫は、伐採対象樹木が街路樹や公園木であることから取り立てて貴重な生態系とは考えづらい、本多静六がつくった奇跡の森を伐るというなら反対するのもわかるが、球場周辺なんて街路樹に毛の生えたレベルと自身のブログに綴り、東京のマスコミ報道を大げさと批判している。
経済学者の高橋洋一は、反対運動に日本共産党が関与しており私有財産制を理解していないと批判した。

#### 経緯
- 2006年、社団法人ランドスケープコンサルタンツ協会関東支部は、「2016東京オリンピック招致に向けたランドスケープ提言」をまとめた。神宮外苑地区においては、スポーツ施設の再配置、神宮球場再整備などを提言。NPO法人渋谷・青山景観整備機構も神宮外苑・代々木公園を再開発するとした構想を打ち出した[57]。
- 2015年4月1日 - 都は指定の容積率を使い切っていない公園や緑地も多いため、神宮外苑地区の地権者と、街づくり（再整備）の検討に向けた基本覚書を交わした。なお、近隣に建設される国立競技場は2020年夏季オリンピックのメインスタジアムに決定している[58]。
- 2018年8月23日 - 都は新国立競技場を中心とした明治神宮外苑地区の再開発について、2020年以降の街づくり指針を有識者らが協議する検討委員会（座長・下村影男東京大学教授）は、大まかな将来像を示した。秩父宮ラグビー場と神宮第2球場跡には大規模スポーツ施設、神宮球場跡には広場を設ける。具体的な整備計画は明治神宮などの地権者との協議で決める。検討委員会からは、①スポーツや人が集まる拠点、②絵画館やイチョウ並木など歴史ある風景を生かす、③都心の利点を生かしたにぎわい創出、の方向性が提示された[59]。
- 2018年11月22日 - 上記を受けて都がまちづくり指針を発表[60][61]。
- 2023年2月17日 - 東京都知事小池百合子の名において当該再開発事業の施行を認可。
- 2024年7月7日 - 都知事選の主要候補者では小池が進めるべき、石丸伸二、安野貴博がどちらかと言えば進めるべき、蓮舫、田母神俊雄、清水国明が止めるべきと表明[62]。結果、小池が再選。再開発見直し派の蓮舫は三位に留まった。

#### 訴訟
外苑の再開発事業に関する集団訴訟が起こっている。
- 2023年2月28日に周辺住民らが東京都に対して施行の認可取り消しや慰謝料などを要求して東京地方裁判所に訴えた。併せて裁判の決着まで施行認可を停止することも訴えた[63]。施行認可停止の訴えは2024年3月18日に最高裁により棄却された[64]。
- 2023年7月25日に新宿区民らが新宿区に対して樹木約3000本[注 7]の伐採許可取り消しや賠償を要求して東京地方裁判所に訴えた[65]。

## 主な施設
- 聖徳記念絵画館 - 単に絵画館とも略されることも多い。明治天皇大喪儀の際に建てられた葬場殿の跡地に、1926年竣工。中央部にドームをあしらった神宮外苑のシンボル的な建物である。内部には、明治天皇にまつわる幕末・明治期の政局を描いた絵画を中心に展示されている（入館は有料）。
- 明治記念館 - 明治神宮による結婚式場として有名。敷地内には、大日本帝国憲法の草案を作った建物も残っている。
- 明治神宮野球場 - 東京ヤクルトスワローズの本拠地であり、東京六大学野球連盟と東都大学野球連盟の春秋リーグ戦開催地である。さらに、全日本大学野球選手権大会と明治神宮野球大会の舞台となるなど大学野球の“聖地”として広く認知されている硬式野球場。ほかに、高校野球東京都大会も開催されている。詳しくは、当該項目参照。なお、隣接して神宮第二球場もある。
- 明治神宮外苑軟式グラウンド - 絵画館の正面にある野球場。全体としては一つのグラウンドであるが、ダイヤモンドが全部で6面あり、主に草野球に使われる。6面のうち、天然芝は5面で、絵画館から向かって右奥にあるものが唯一人工芝である。これはコブシ球場と呼ばれ、東京ヤクルトスワローズの練習やキャンプにおいても使用される（神宮球場は原則学生野球優先であり、また第二球場はゴルフ練習場としても使用されることもあり、学生野球の開催日はこれらの球場で試合前練習することが事実上不可能なため）。ヤクルト球団の公式ショップも併設。
- 明治神宮外苑にこにこパーク - 山やログハウスなど緑豊かな有料児童遊園（大人200円、子供50円）。また、当遊園内には、絵画館学園による陶芸教室がある。
- 明治神宮外苑アイススケート場 - かつては1931年設立の明治神宮外苑水泳場があり、当時50メートルプールや飛び込みプールはめずらしく、様々な競技会に利用された。[66][67]戦後しばらくは進駐軍に接収されたが、その後別に室内プールができ、それが一年中利用できる現在の室内アイススケート場になった。
- 神宮外苑フットサルクラブ - 神宮外苑によるフットサルコート。千駄ヶ谷と信濃町の二つのコートがあったが、千駄ヶ谷は2017年7月に閉鎖され、下記三井ガーデンホテルが建設された。
- 明治神宮外苑テニスクラブ - 神宮外苑によるテニスクラブ。1957年設立。室内と屋外の2つがある。
- 明治神宮外苑ゴルフ練習場 - 神宮外苑によるゴルフ練習場。東練習場は独立した練習場。西練習場は神宮第二球場1塁側スタンドの一部を利用して営業する。なお西練習場は原則としてアマチュア野球優先であるため、野球の試合が行われる際は早朝営業と、アマチュア野球の試合終了後からのみの営業であった。（野球場としての使用は2019年に終了）
- 明治神宮バッティングドーム - 神宮にある全12打席（左含む）のバッティングセンター。山﨑康晃（横浜DeNAベイスターズ）、菅野智之（読売ジャイアンツ）、藤浪晋太郎（阪神タイガース）、松井裕樹（東北楽天ゴールデンイーグルス）、小川泰弘（東京ヤクルトスワローズ）等、変更があるが活躍中の投手映像が使用されている。
- 日本青年館 - 宿泊・会議などもできる施設。隣接。青年団による造営勤労奉仕に対して皇太子裕仁親王（昭和天皇）が称賛したのを受けて、青年団の寄付によって建設された。
- なんじゃもんじゃの木 - 神宮外苑の一角にあるヒトツバタゴの木の俗称。
- 御鷹の松 - 徳川家光が当地に鷹狩りに来ていた最中、家光の愛鷹が当地の松の木に飛来したことに由来する。
- 御観兵榎 - 青山練兵場であった頃、当地で行われた観兵式の際の明治天皇の御座所がこの榎の木の西隣に置かれたことから、この榎の木が御観兵榎と呼ばれるようになった。1995年、台風の強風を受けて倒れ、現在[いつ?]の木は2代目である。
- 銀杏並木 - 国道246号 (青山通り)から聖徳記念絵画館に至る300mの大通り[68]にイチョウの並木道がある。例年11月中旬頃から色づき始め、11月下旬から12月初旬には一面黄金色した銀杏並木となる。この並木は外苑完成時に植えられたもので、造営の責任者は藤井真透であった。
- 日本文化芸術研究センター - 2010年7月、老木大木など貴重な樹木が生い茂る神宮外苑内権田原交差点側の一角を伐採切り拓いて、京都造形芸術大学と東北芸術工科大学が共同で設置したサテライトキャンパス[69]。
- 三井ガーデンホテル神宮外苑の杜プレミア - 2019年11月22日に開業[70]した三井ガーデンホテルの1一つ。運営は三井不動産ホテルマネジメントである。
- THE COURT 神宮外苑（「外苑ハウス」建替え） - 2017年10月2日着工、2020年5月31日竣工。

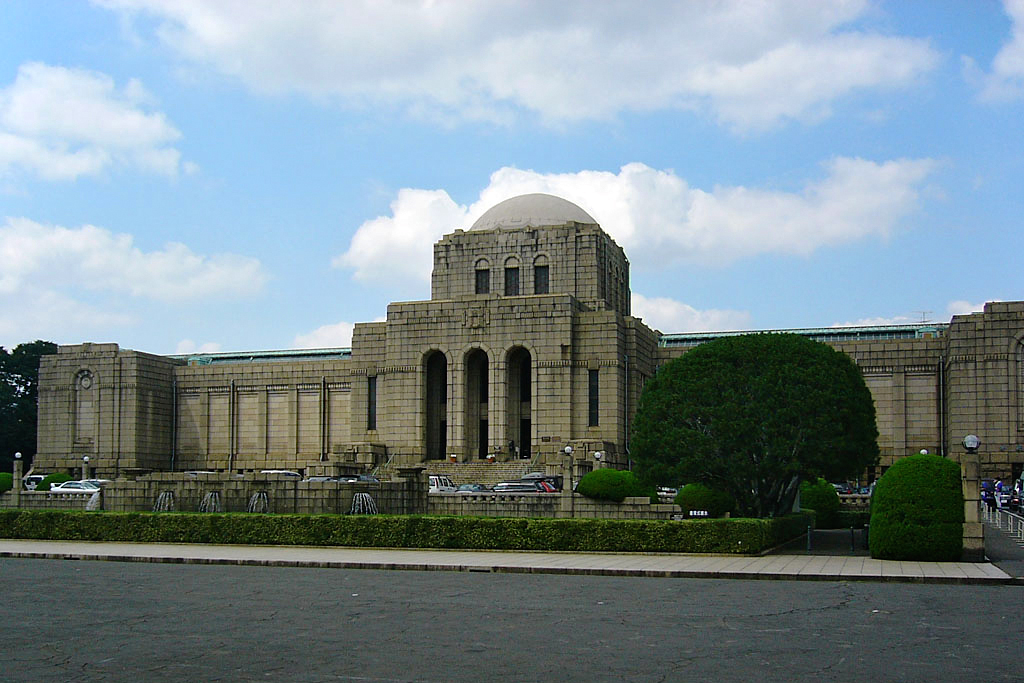
聖徳記念絵画館
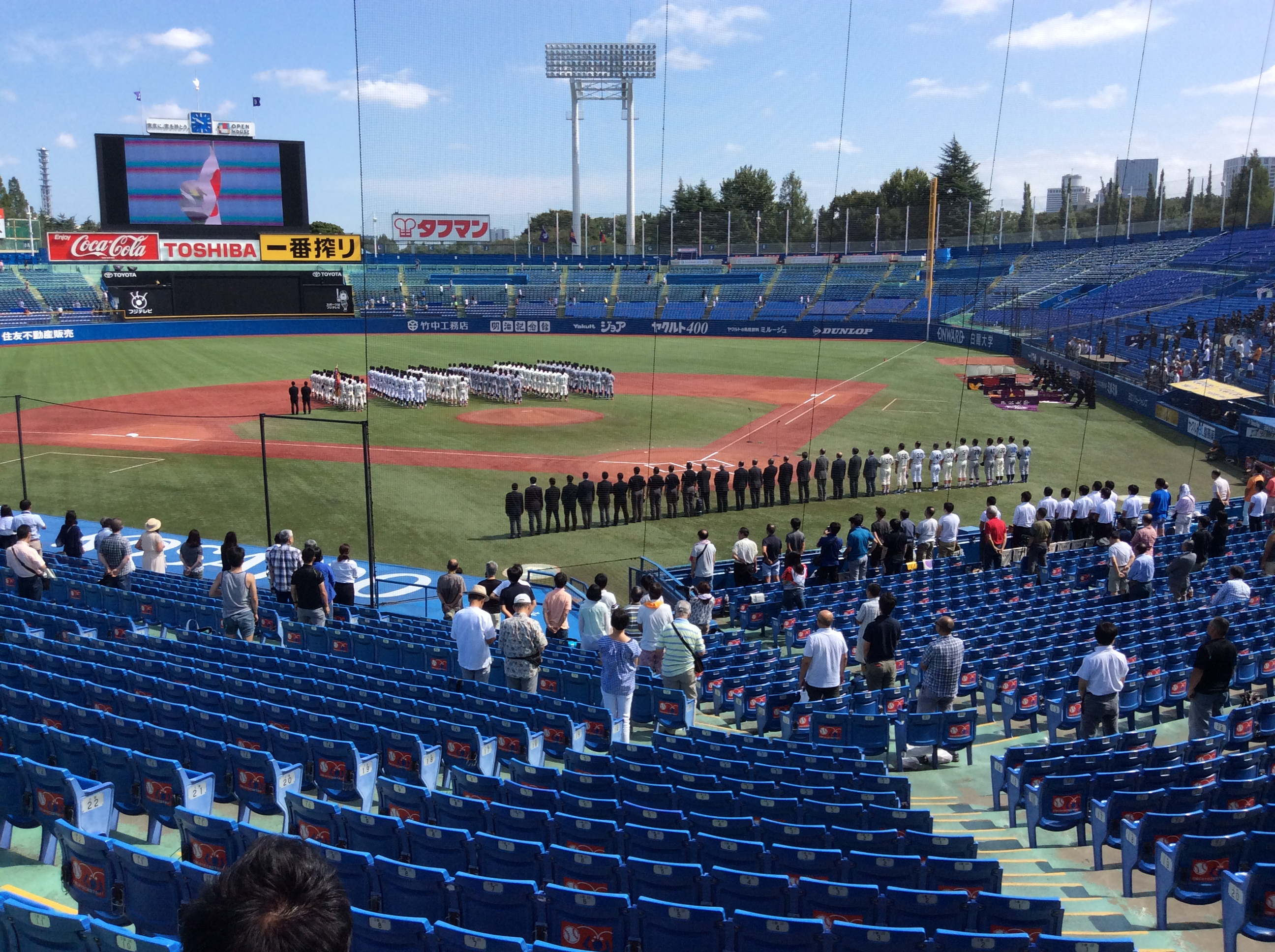
明治神宮野球場（2016年9月10日撮影）
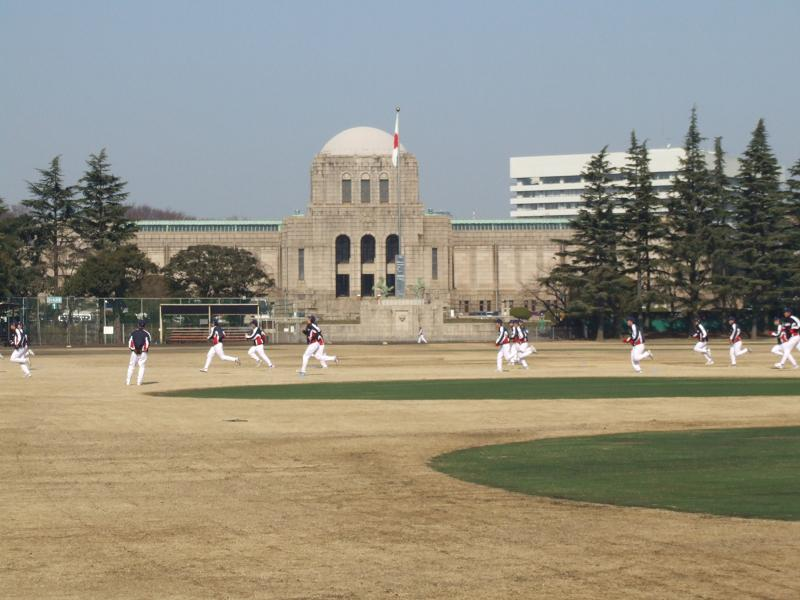
軟式球場でトレーニングを行う東京ヤクルトスワローズの選手達
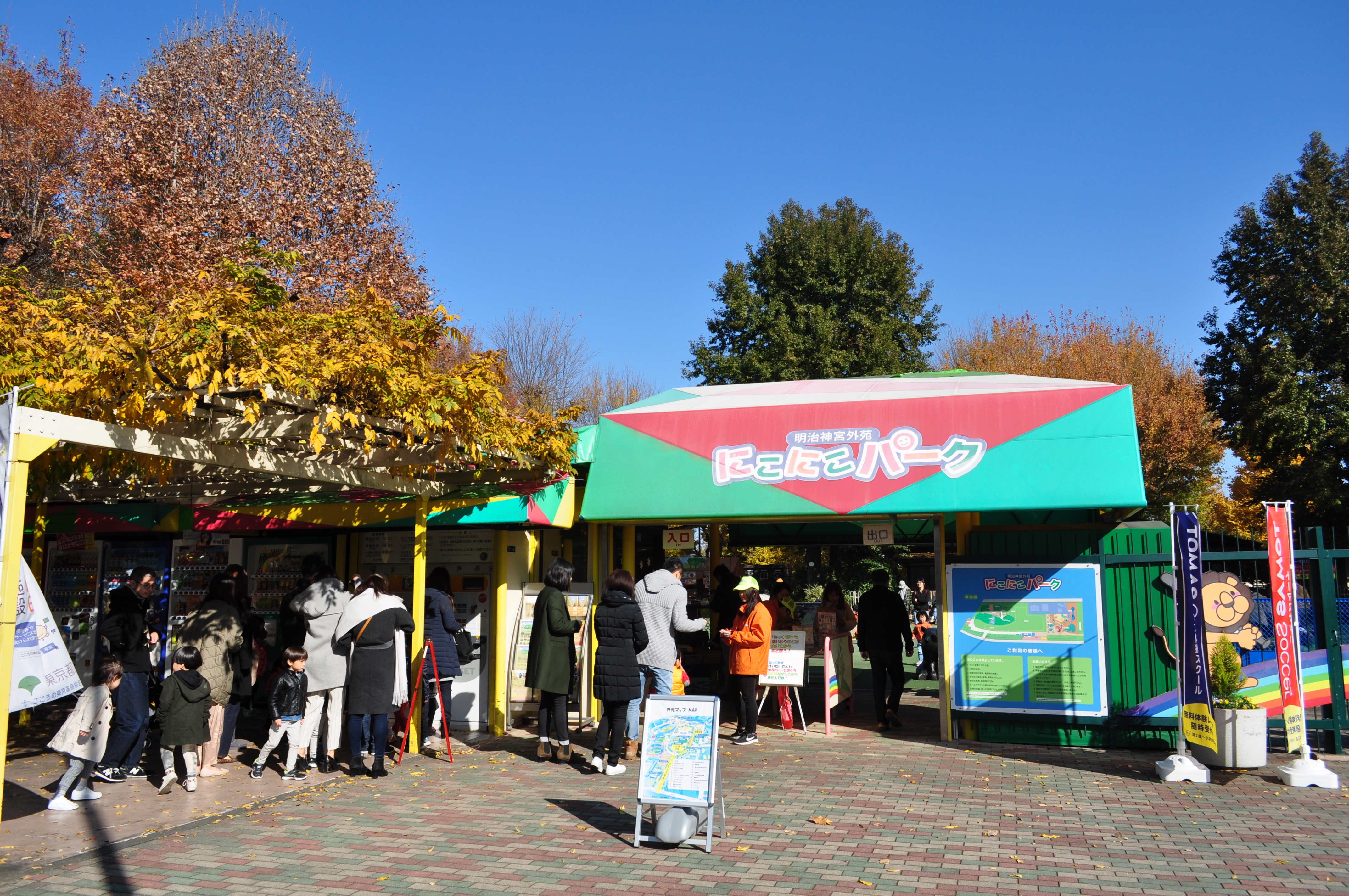
「明治神宮外苑にこにこパーク」（2017年12月2日撮影）
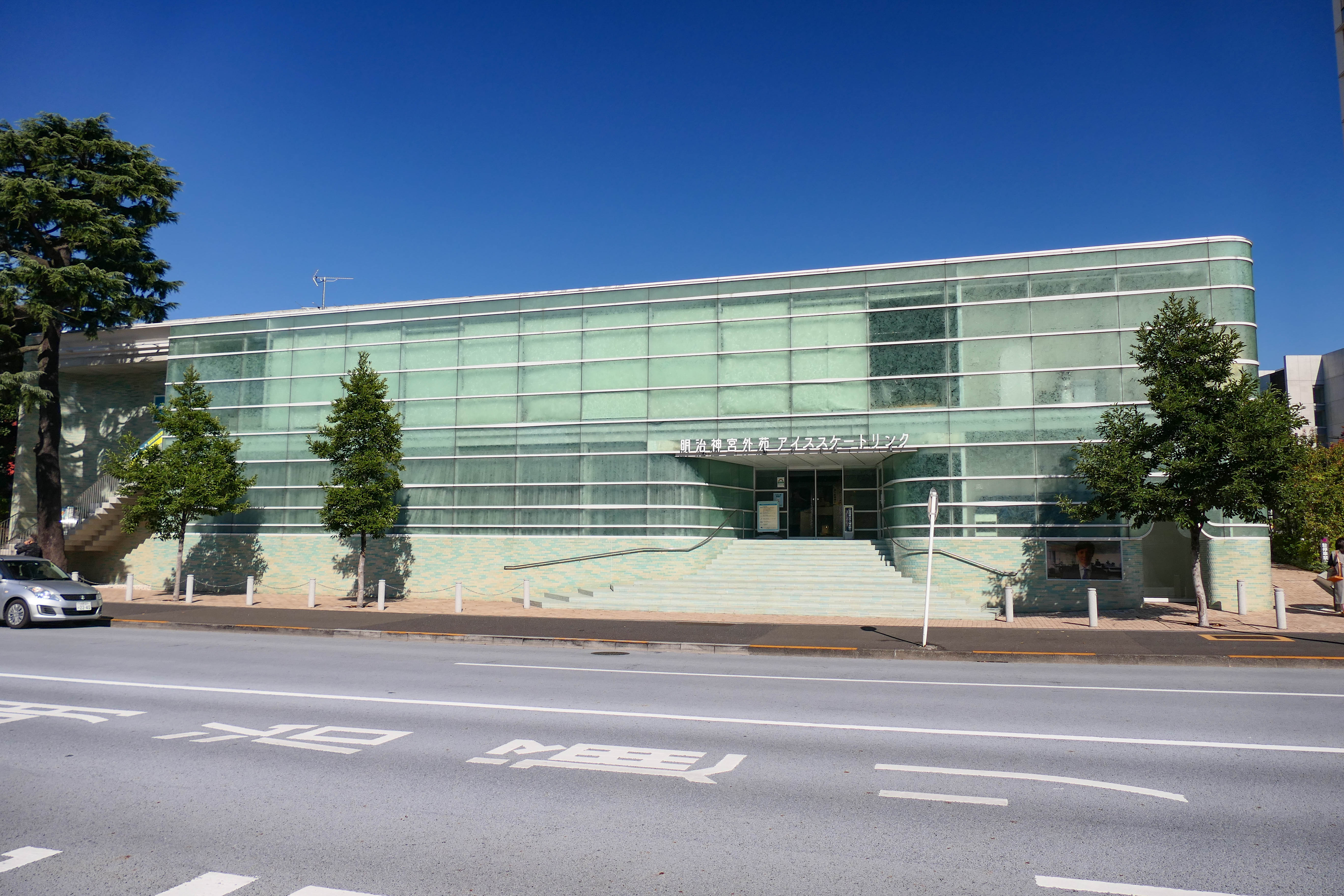
明治神宮外苑アイススケート場（2022年11月11日撮影）
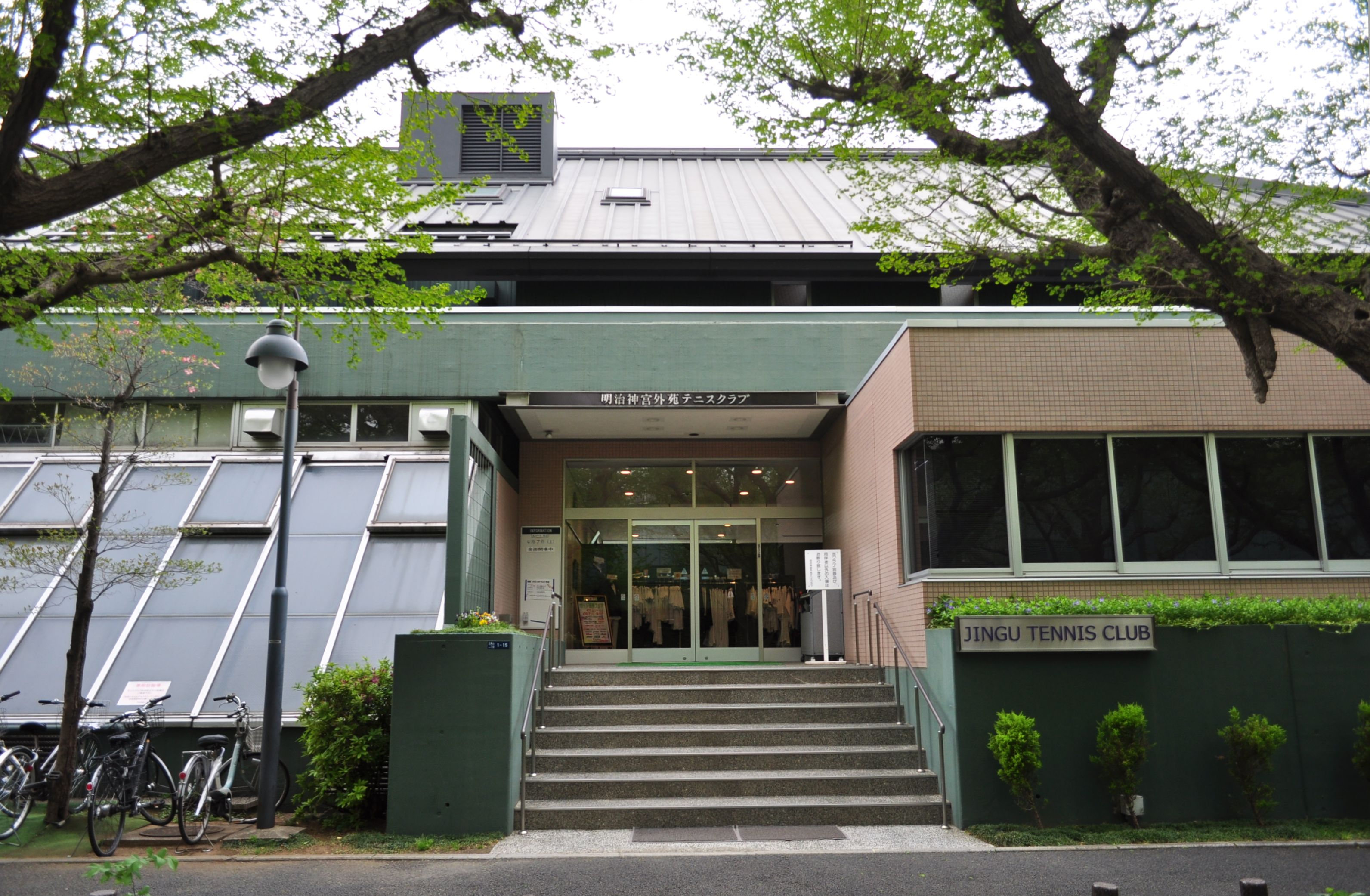
明治神宮外苑テニスクラブ（2018年4月7日撮影）

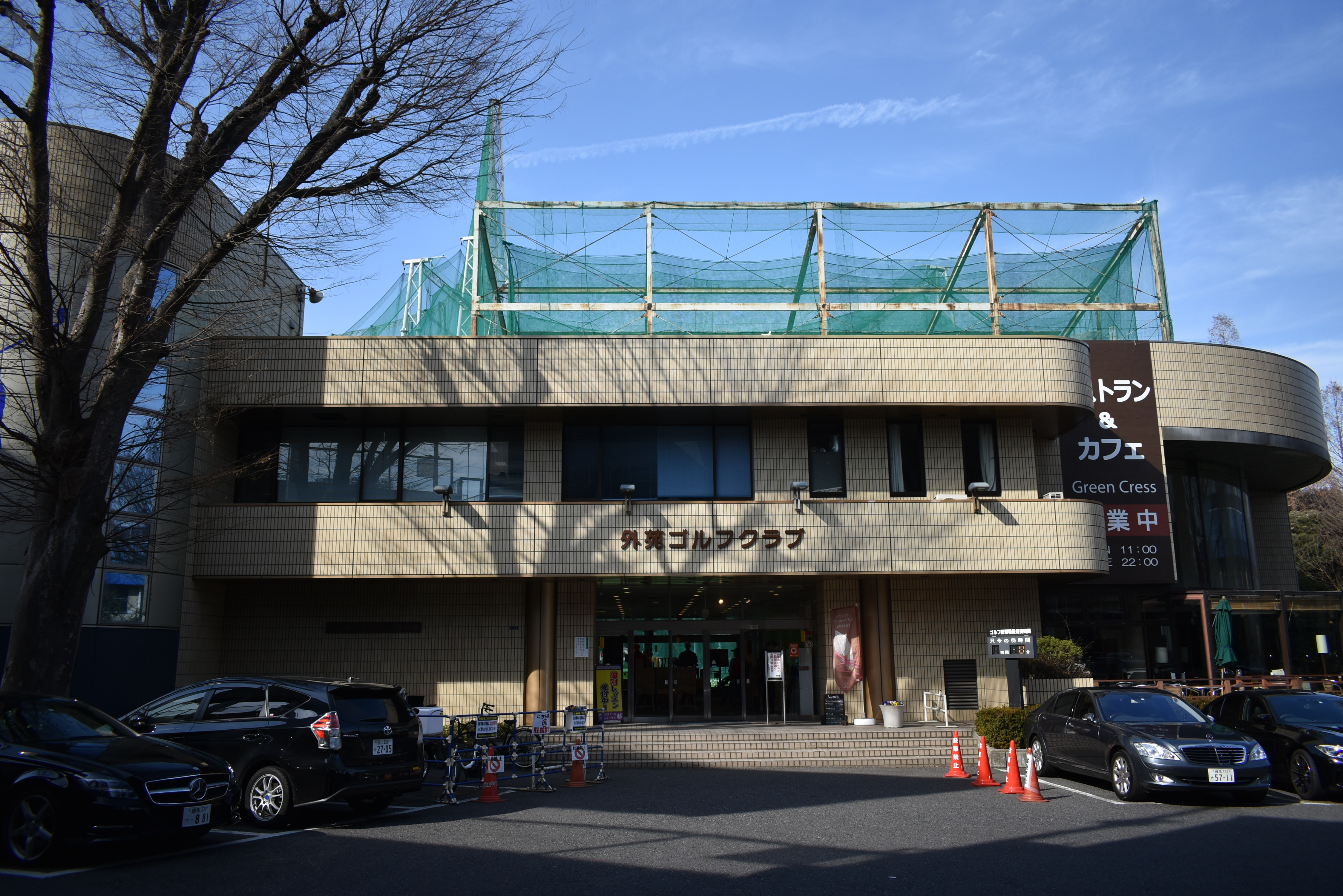
明治神宮外苑ゴルフ練習場（2019年2月22日撮影）
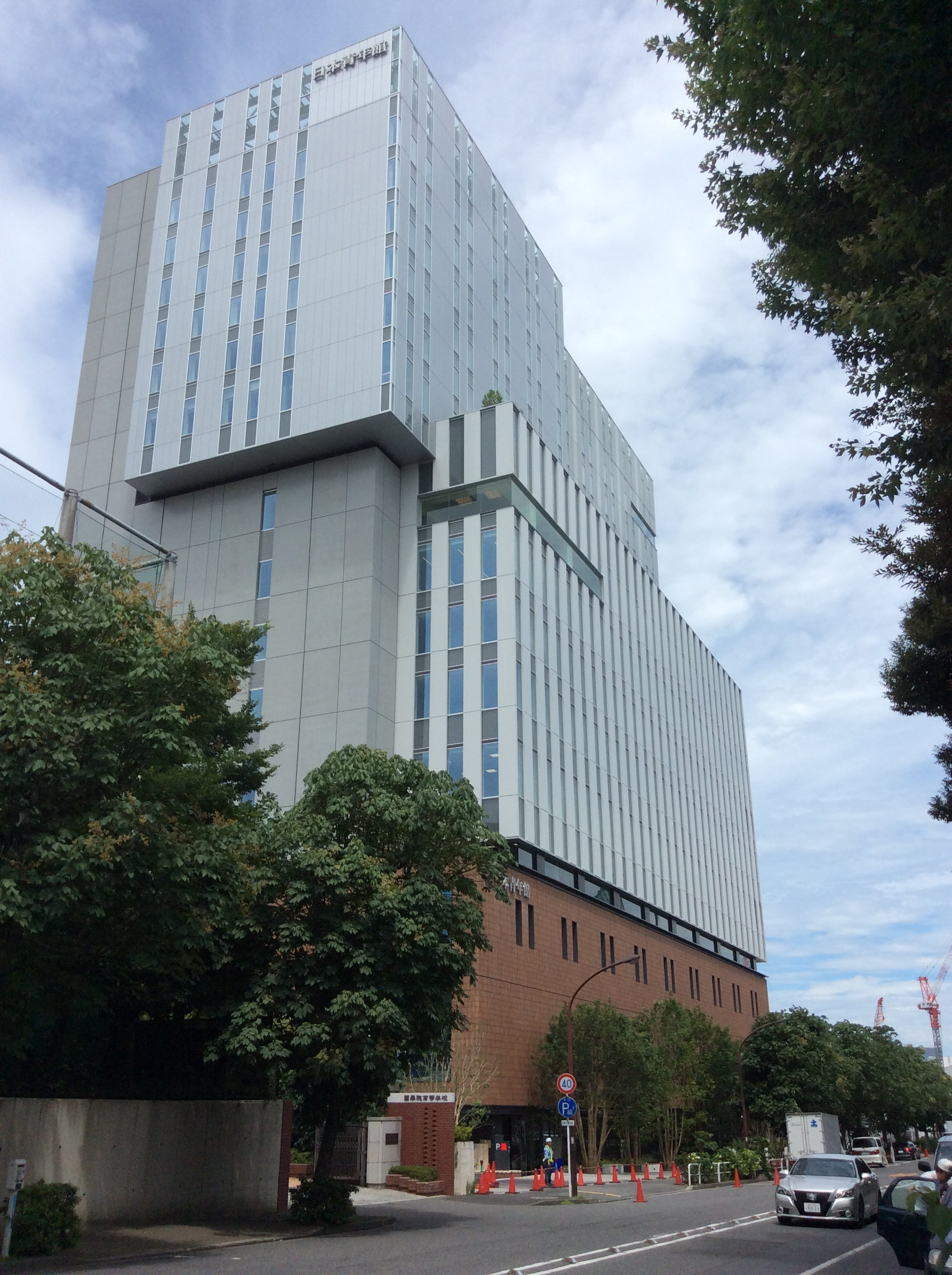
日本青年館（2019年10月24日撮影）
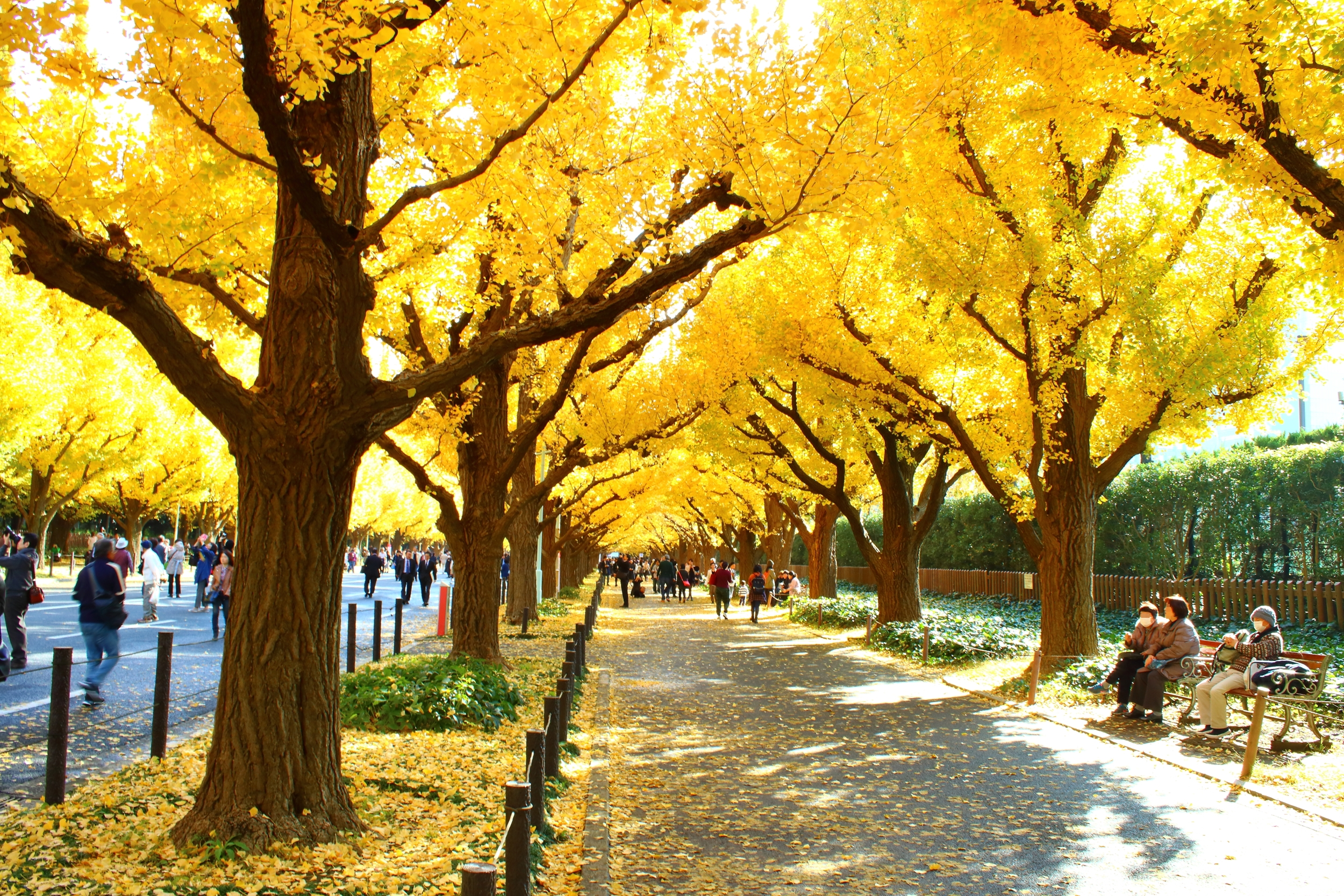
秋の銀杏並木
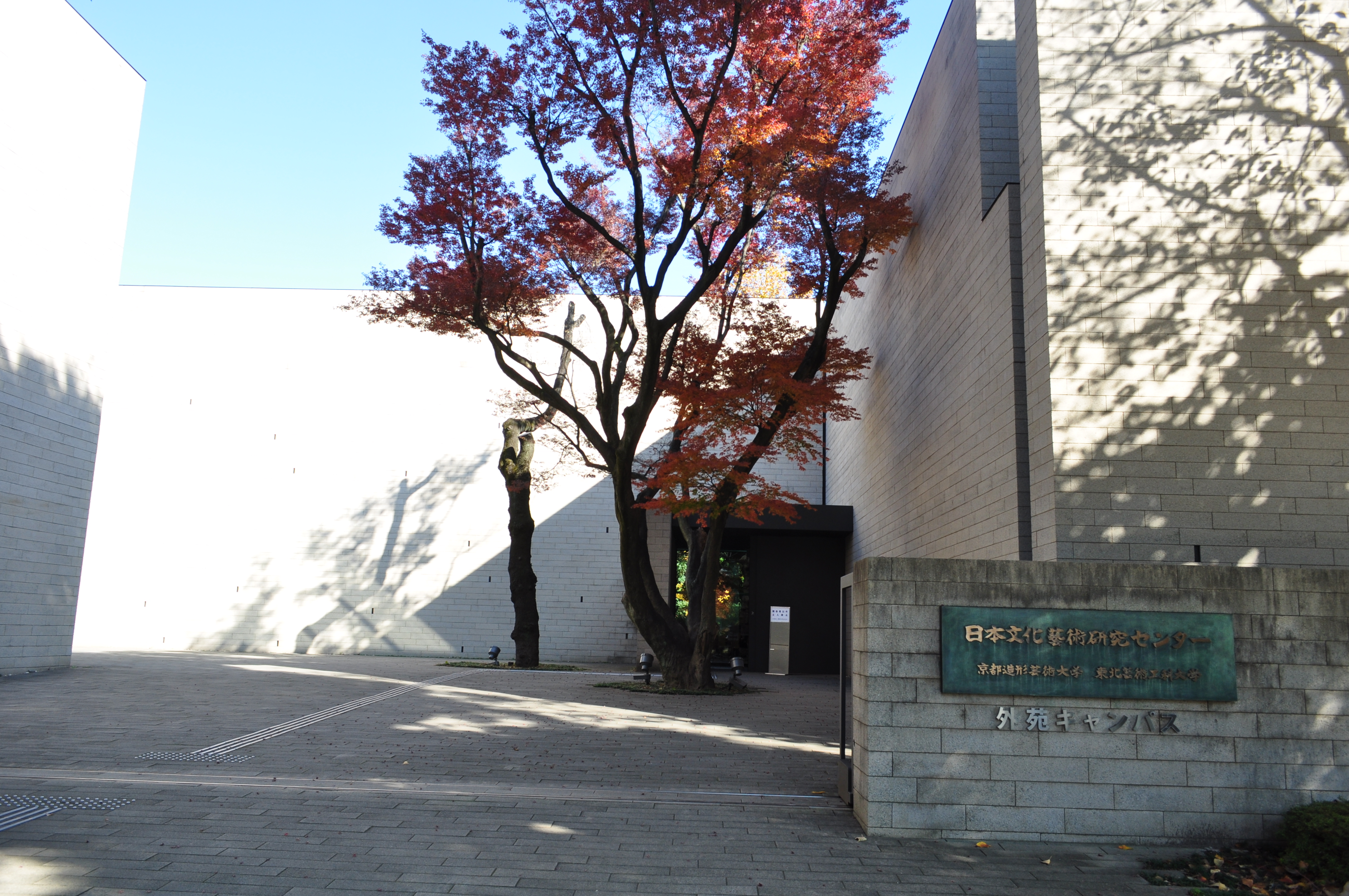
日本文化芸術研究センター（2017年12月2日撮影）
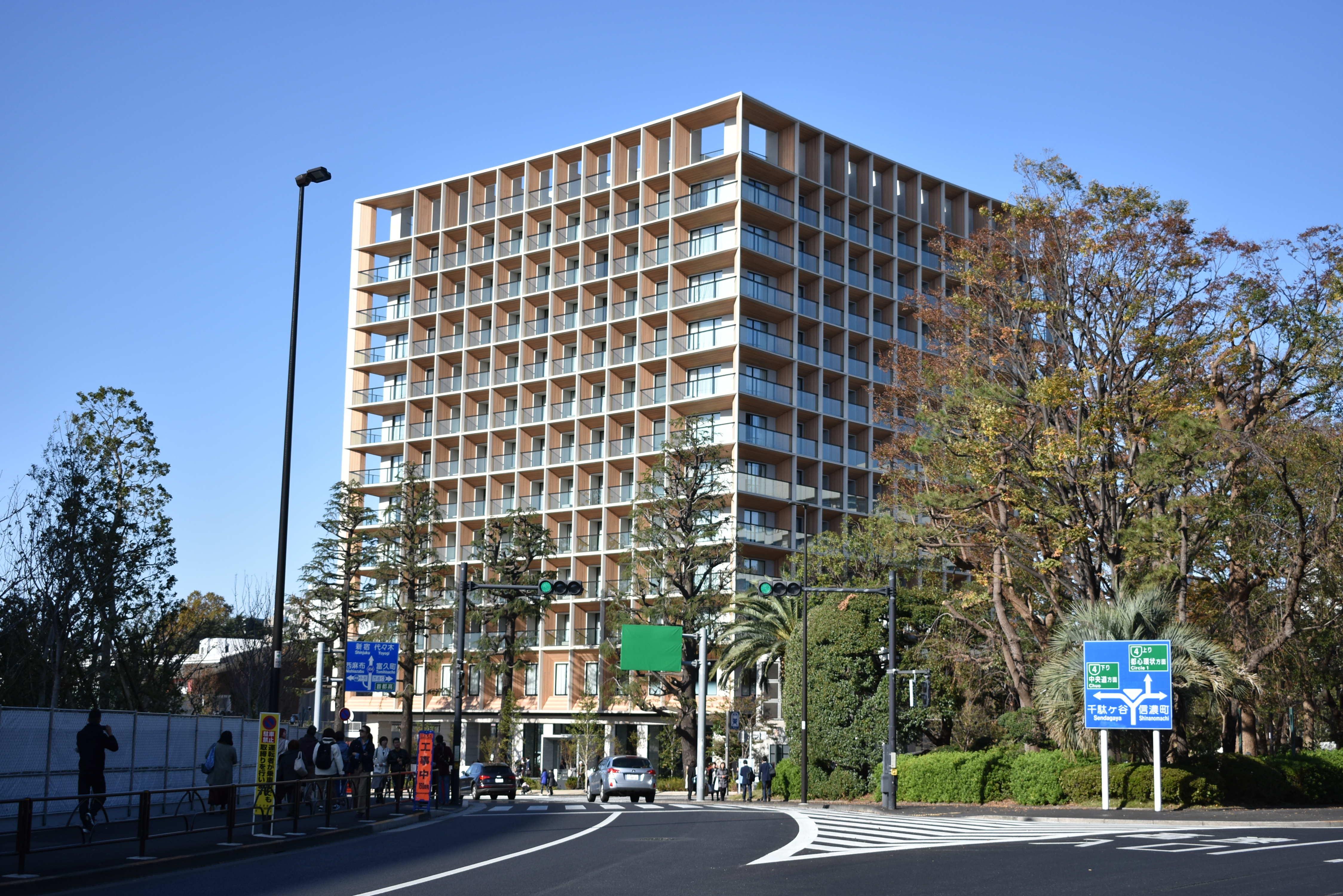
三井ガーデンホテル神宮外苑の杜プレミア（2019年11月30日撮影）
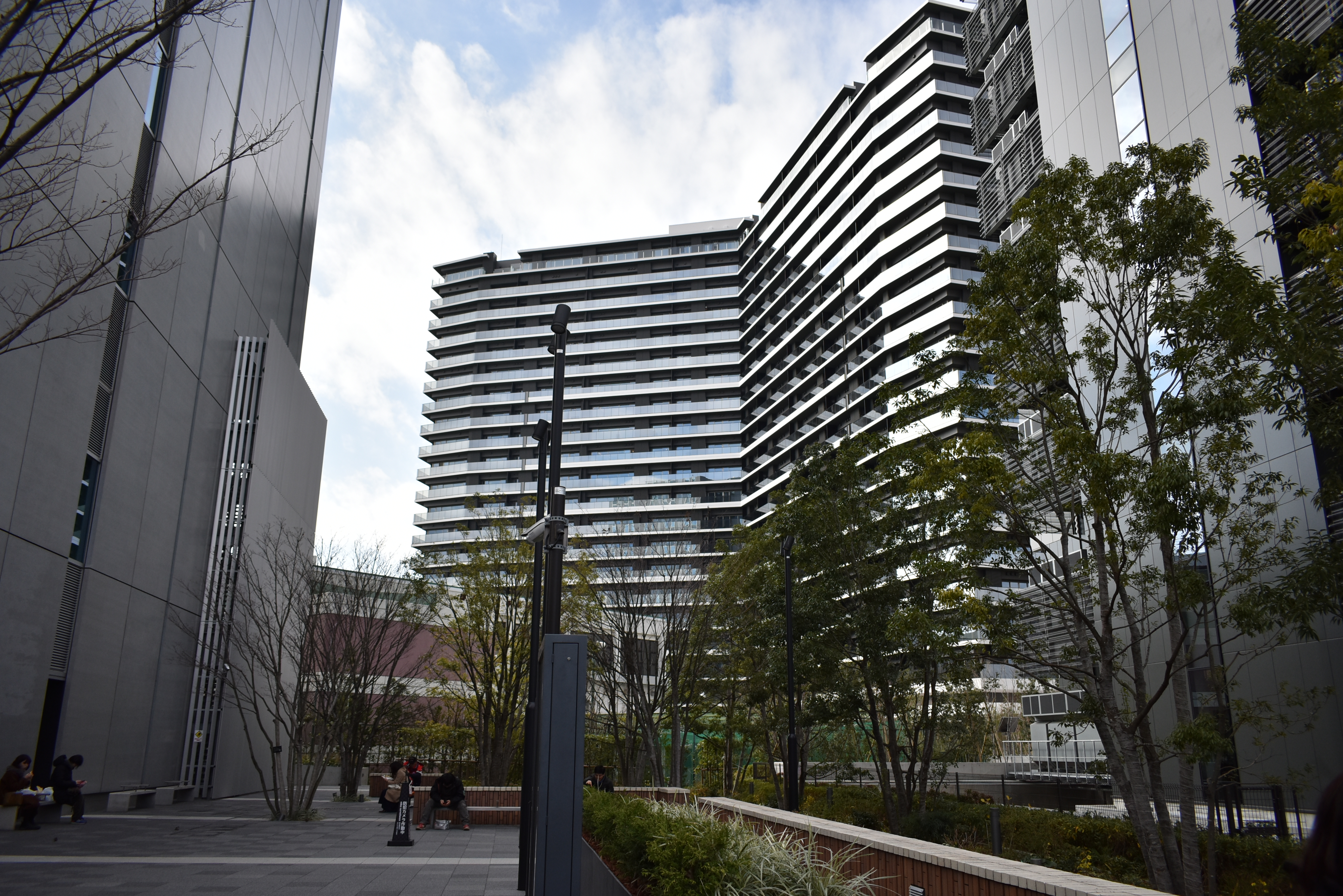
THE COURT 神宮外苑（2020年1月11日撮影）

## 隣在する施設
- 国立競技場 - 2019年11月30日に完成。2020年東京オリンピック・パラリンピックの競技会場のひとつ。
  - 1926年に明治神宮外苑競技場としてこの地に建設されたが、神宮外苑の帰属を定めた1956年に、競技場用地は国有地として文部省の所管に、その他用地は時価の半額で明治神宮の用地となった。1958年、外苑競技場の跡地に建設された国立霞ヶ丘競技場陸上競技場（通称：国立競技場）は、1964年東京オリンピック及び1991年の世界陸上競技選手権開催時のメイン会場として著名であるほか、国内外問わずプロサッカーの試合会場としても非常に有名である。他にテニスやトレーニング施設なども完備し、普段は国民に対するトレーニング施設として開放されている。旧国立競技場は日本陸上競技連盟第1種公認であったが、近接地に設置が義務付けられている第3種公認以上の補助トラックがないため、外苑に隣接する代々木公園の第3種公認トラック・代々木公園陸上競技場と、東京体育館付属の200mトラックを補助競技場とみなしたうえで第1種公認を受けていた。2015年に取り壊され、跡地に改築された。
- 秩父宮ラグビー場 - 国立霞ヶ丘競技場と同じく国営の競技施設。国際試合からジュニアまで幅広い大会が開催される日本ラグビーのメッカ。
- 明治公園 - 神宮外苑に隣接する都立公園。
- 赤坂御用地 - 外苑東通りを隔てて広がる皇族の居住区。
- 慶應義塾大学病院 - 中央本線を隔てて隣接。
- 國學院高等学校 - 神宮外苑の管轄ではないが、神道界と密接な関係にある学校法人國學院大學が設置する私立高校。
- 東京都立青山高等学校 - 神宮外苑に校地を隣接する都立高校。

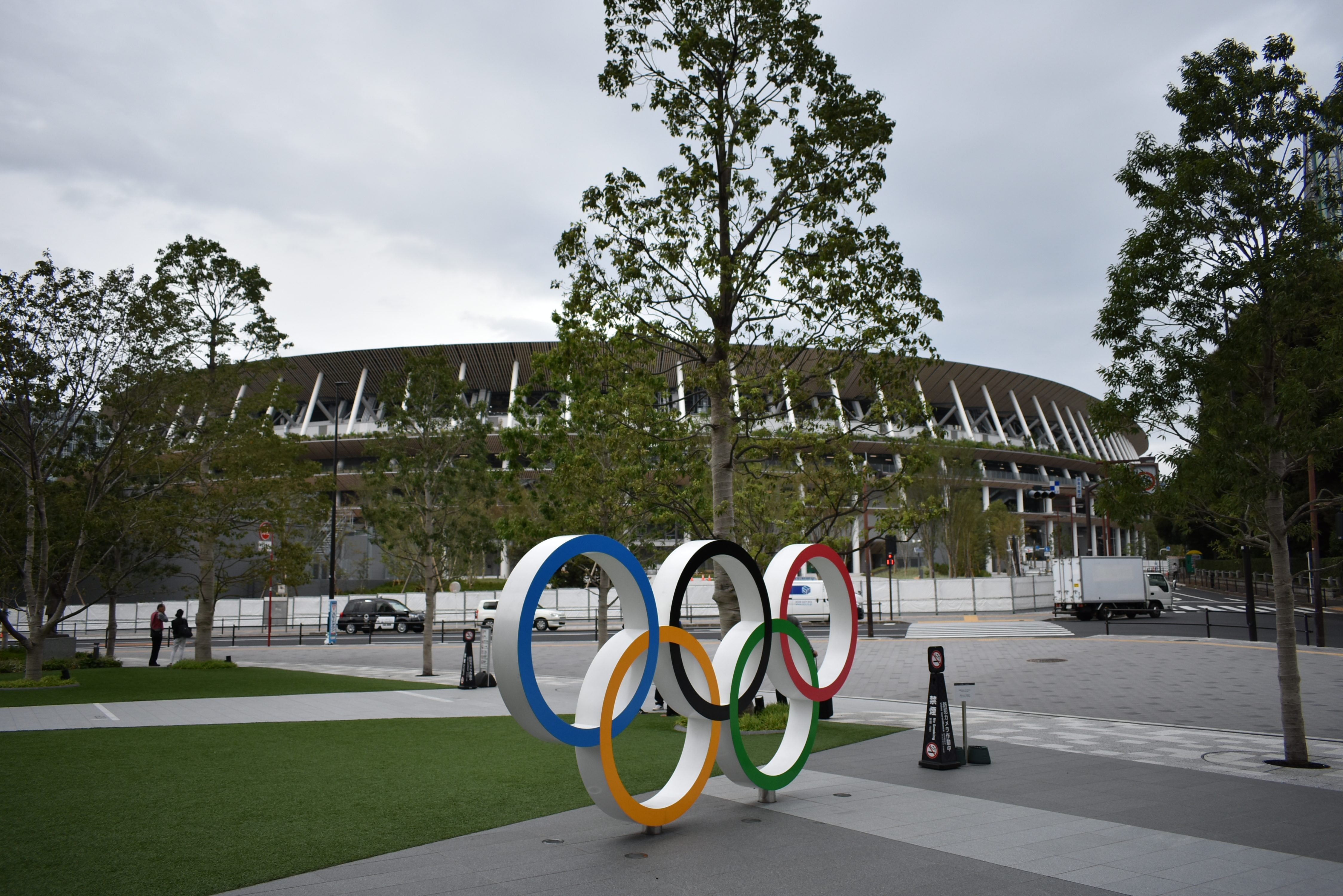
新国立競技場（2019年10月24日撮影）
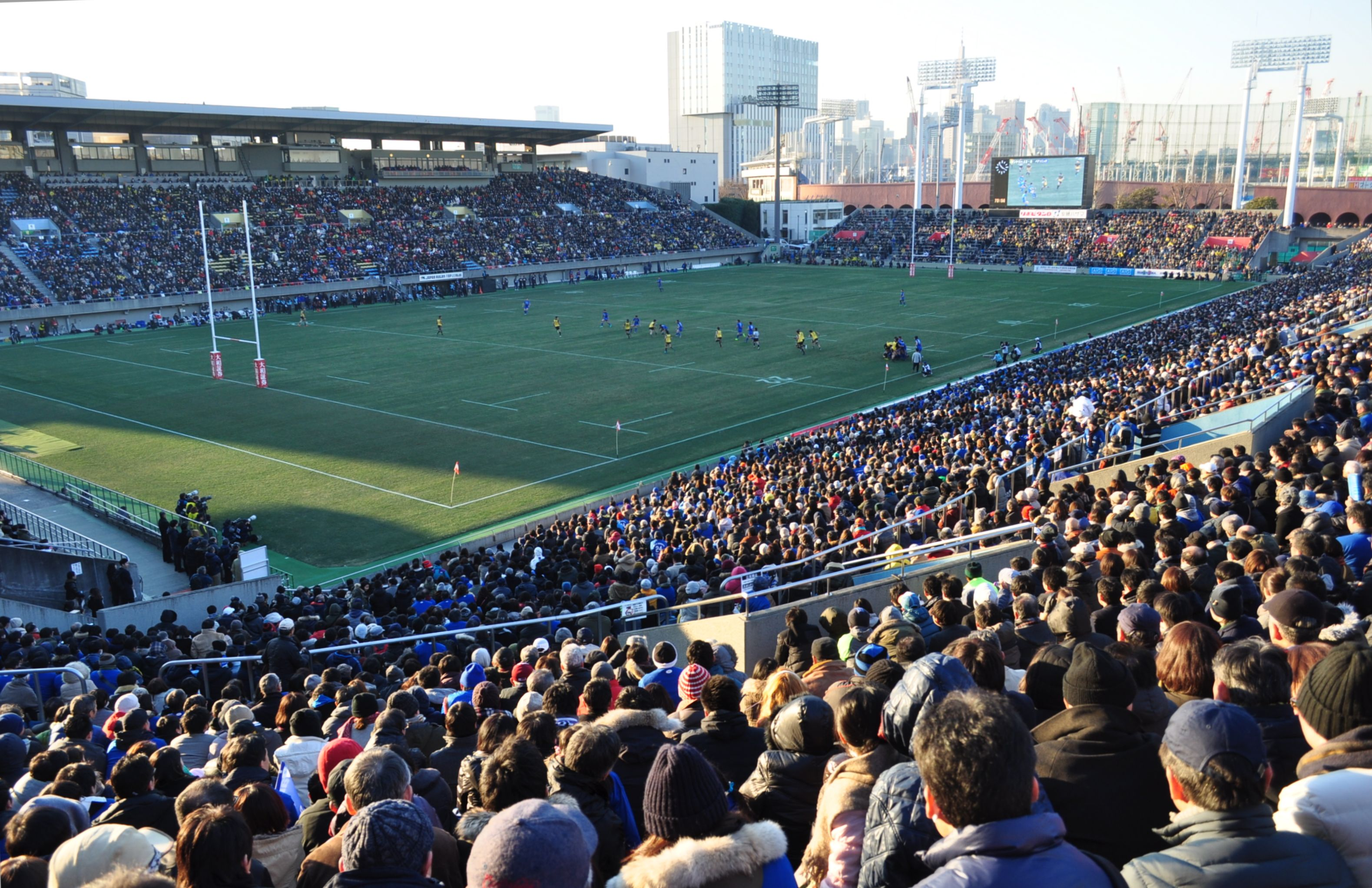
秩父宮ラグビー場（2018年1月13日撮影）
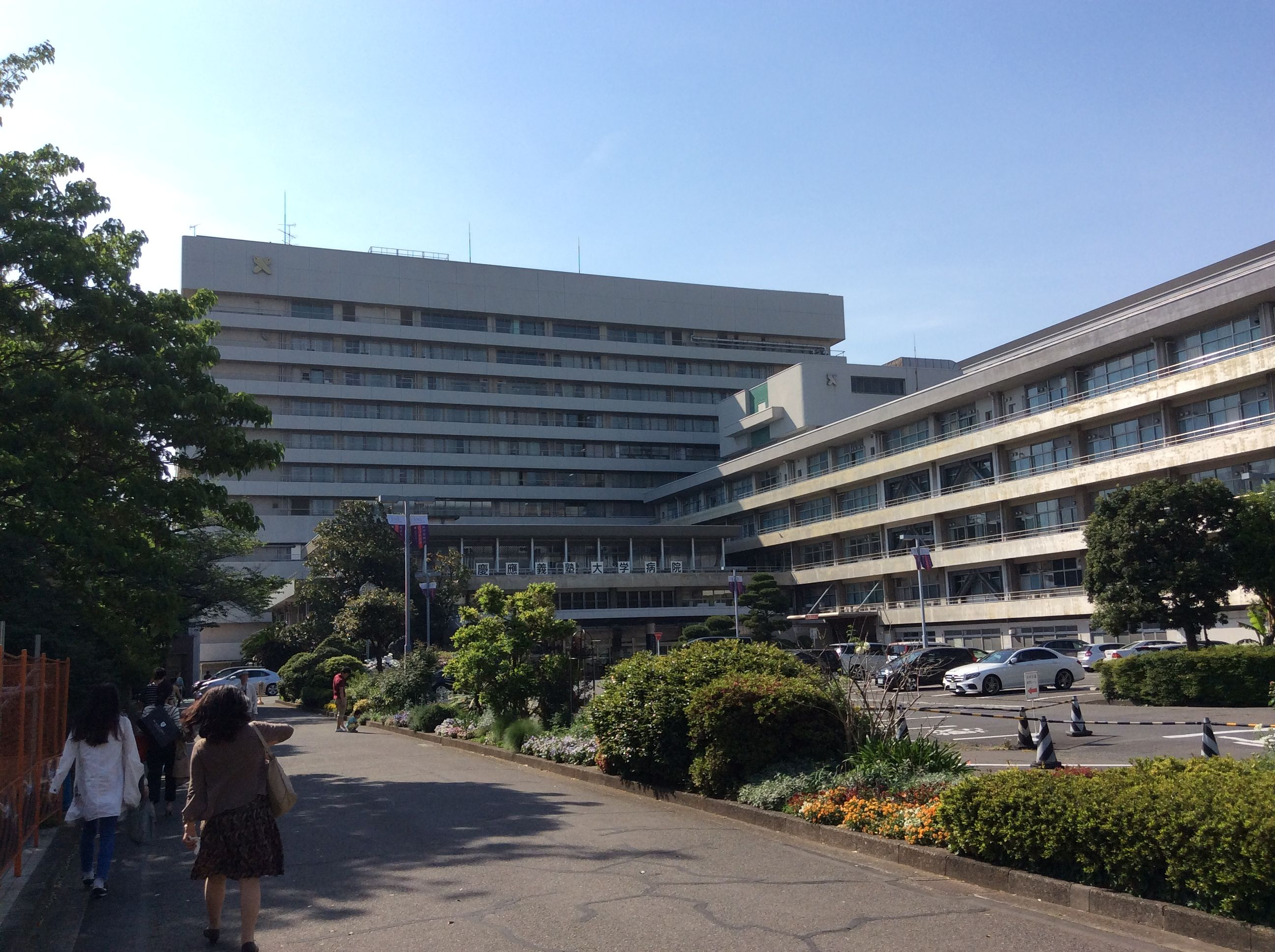
慶應義塾大学病院（2018年4月22日撮影）
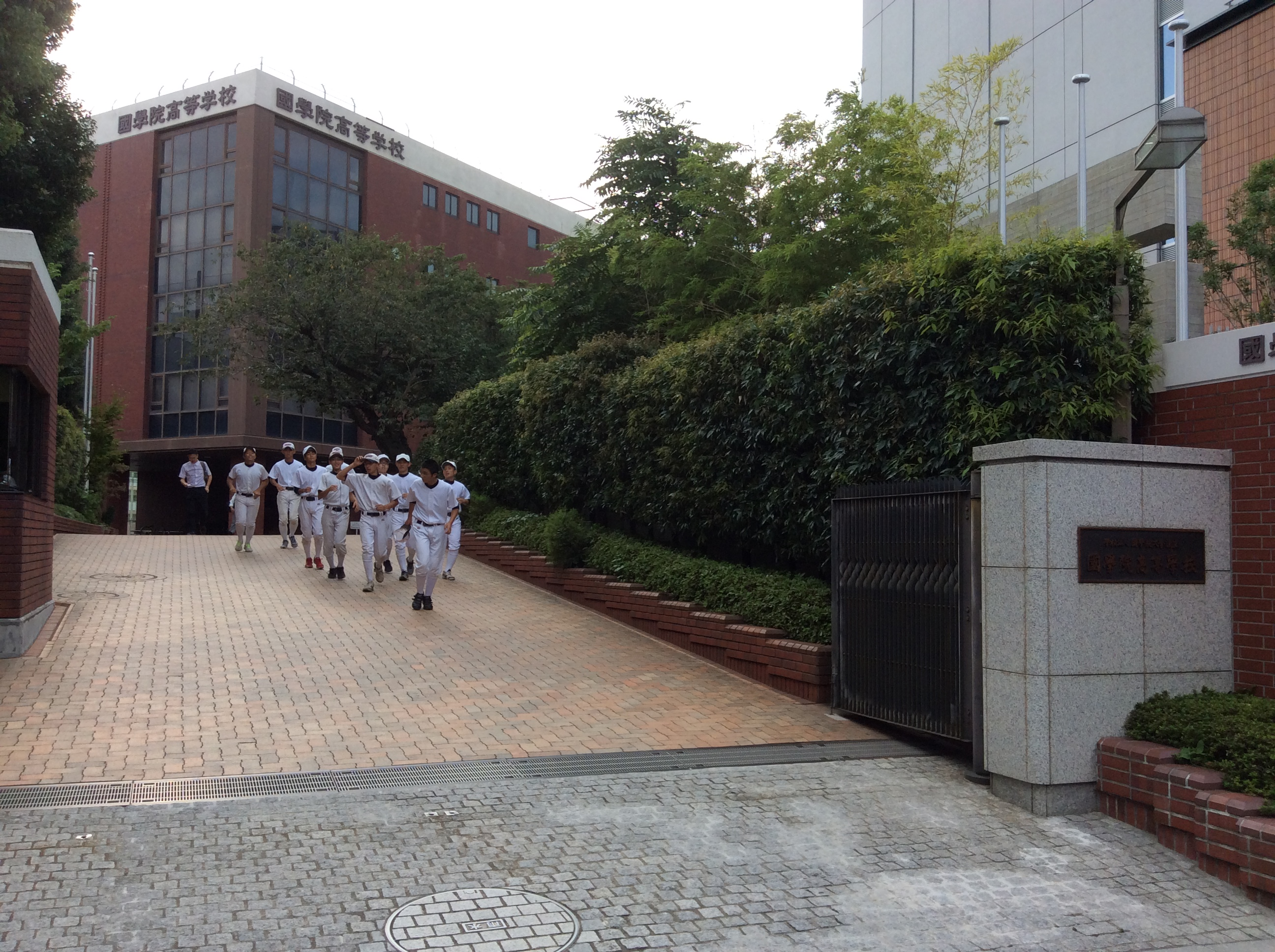
國學院高等学校（2017年9月30日撮影）

## 有名な出来事
- 学徒出陣壮行会: 1943年。明治神宮外苑競技場（現在の国立競技場）で雨の降りしきる中、執り行われた。

## その他
- ディネ・アン・ブラン（ホワイト・ディナー (Dîner en blanc)）: "真っ白な夕食"の意。全身を白い服でまとい、自分の食事から(白い)座席までを持ち寄って、フラッシュモブ的に公共の場所で突然始まるディナー。テーブルは白いテーブルクロスで整えられている。1988年、フランスのパリ16区ブローニュの森で開催され手狭になってからポンデザール、アンヴァリッド、エトワール広場など･･パリの至る公共空間で"突如"無許可開催されてきた。英国ロンドン、ドイツのミュンヘン、カナダのモントリオール、米国のニューヨークやラスベガスなど最大世界21カ国・60都市で開催され、東京でも2015年10月3日当日に明かされた聖徳記念絵画館前広場（道路）で初開催された[71]。